# Roger Candy
Roger Candy est un auteur-compositeur français né le 21 juillet 1947 à Montereau-Fault-Yonne et mort le 25 juillet 2022 à Melun. Il a œuvré principalement pour la chanson française des années 1970 et 1980, et a aussi travaillé pour le cinéma et la télévision.

## Biographie
Après avoir été dessinateur en perspective puis photographe de mode, il devient régisseur, sonorisateur et compositeur. Sa rencontre en 1968 avec le chanteur de renom Michel Fugain est déterminante pour sa carrière.
Ami de ce dernier, il rejoint en 1971 le Big Bazar, la troupe que monte ce dernier. Comme compositeur et chanteur, Roger Candy cosigne dès 1972 plusieurs musiques pour le groupe, parmi lesquelles « On était si bien », « Ainsi va la vie », « Le paradis », « Le rebelle », « Leda Leda », « Y a du soleil » et « Mon côté soleil »… Son nom figure aussi comme photographe sur certaines pochettes de disques. Il composera ultérieurement pour la nouvelle troupe de Michel Fugain, « La Compagnie ».
C'est au sein du Big Bazar qu'il y rencontre sa future épouse, la chanteuse Vava. Quand celle-ci commence une carrière solo, il compose les musiques de l’album où figure notamment « Coucoudou ».
Il signe deux 45-tours sous le nom de G.G. Candy : « L’arc en ciel » en voix leader avec le Big Bazar (1973) et en solo « Dis bonjour à mes copains (1974) ».
Parallèlement, naissent de sa collaboration avec Claude Lemesle plusieurs chansons pour Isabelle Aubret (« Des Cornouailles à l’Oural », « Le monde chante », et « En Harmonie ») et pour Serge Reggiani (« Couleur de colère », « Et moi je peins ma vie » et « Trop tard »).
Au Havre, en 1977, il est régisseur général du spectacle, Le Havre de paix.
De 1981 à 1982, il anime sur TF1 une émission hebdomadaire avec Michel Fugain, Patrick Roy et Mimi Mathy : « Les Fugues à Fugain ».
Au début des années 1980, il compose des musiques de films pour le cinéma parmi lesquels : « Cherchez l'erreur », « Belles, blondes et bronzées », « Comment draguer toutes les filles... » et « On n'est pas sorti de l'auberge ». De même, il compose pour la télévision, et son nom apparaît au générique de la série « L'esprit de famille », « Le Fils père » et d’un épisode de « Cinéma 16 ».
En 1987, il interprète le générique du dessin-animé Gi-Joe composé par Alice Dona,.
En 1989, il cosigne avec Sylvain Lebel et Guy Mattéoni la chanson « J’ai volé la vie » interprétée par la chanteuse belge Nathalie Pâque pour représenter la France au Concours Eurovision de la chanson.
Des années 1990 aux années 2010, il crée avec Vava plusieurs spectacles musicaux dont le « Maître des rêves et des couleurs », opéra rock issu de sa collaboration avec Thierry Ganchou et Philippe Rombi.
Installé en Seine et Marne, Roger Candy s’était éloigné depuis longtemps du monde du showbiz, mais il continuait de créer des spectacles, notamment à Dammarie-les-Lys. Il meurt le 25 juillet 2022.
Selon l’auteur et président d’honneur de la Sacem Claude Lemesle : « Roger Candy (Gégé pour ses nombreux amis), a été un des plus grands mélodistes français. Il a composé quelques chefs-d’œuvre pour de grands interprètes français tels qu’Isabelle Aubret, Michel Fugain, Serge Reggiani, et sa très chère épouse Vava. Ses mélodies étaient originales, élégantes, lyriques. Gégé a fait chanter la vie et les cœurs. « Quand s’éteignent les lumières », tel était le titre d’une de ses chansons pour son pote du Big Bazar, Michel. Grâce à ses musiques, reflets de son humanité, la sienne ne va pas s’éteindre de sitôt ».